# River Blithe (vattendrag i Storbritannien)
River Blithe är ett vattendrag i Storbritannien.   Det ligger i riksdelen England, i den södra delen av landet, 180 km nordväst om huvudstaden London.